# 퀴스나흐트 (슈비츠주)
퀴스나흐트암리기(독일어: Küssnacht am Rigi, 2004년 이후의 공식 명칭: 퀴스나흐트(Küssnacht))는 스위스 슈비츠주의 마을이자, 구이자, 자치체이다.(am Rigi는 리기산 근처라는 의미) 시정촌은 3개의 마을 퀴스나흐트, 이멘제 및 멀리샤헨, 작은 마을 할티콘, 산업 지역 펜(Fänn) 및 알프 제보덴으로 구성된다. 루체른 호수의 북쪽 기슭과 리기산(1,797m) 아래 추크 호수 남쪽 기슭에 위치해 있다.

## 역사
퀴스나흐트는 원본 문서의 11세기 사본에서 나온 것이지만 in Chussenacho에서 와 같이 840년경에 처음으로 언급되었다. 1179년에는 Chussenacho로 언급되었다.
1424년 퀴스나흐트는 슈비츠주의 한 지역이 되었다.
빌헬름 텔의 전설에 따르면, 영웅은 게슬러부르크 근처 홀레 가세에서 그의 석궁으로 오스트리아 집행관 게슬러를 쐈다.
| “ | 여기 그가 필요로 하는 이 깊은 골짜기를 통과해야 한다. 퀴스나흐트로 가는 다른 길은 없다. | ” |
|   | — 프리드리히 쉴러, 빌헬름 텔                                                            |   |

1935년 8월 29일, 벨기에의 아스트리드 여왕이 이곳에서 교통사고로 사망했다. 사고 현장에 기념 예배당("Königin-Astrid-Kapelle")이 세워졌다. 1989년 3월 4일에 예배당은 젊은이들에 의해 철거되었으며 그해 말에 복원되었다.
잘 알려진 Klausjagen ("니콜라스 추격전") 축제는 매년 성 니콜라스의 날 (12월 5일) 전날 퀴스나흐트에서 열린다. 약 20,000명이 참석한 이 축제는 약 1,000명의 참가자로 구성된 퍼레이드로 구성되며 밤늦게까지 지속된다.

## 지리

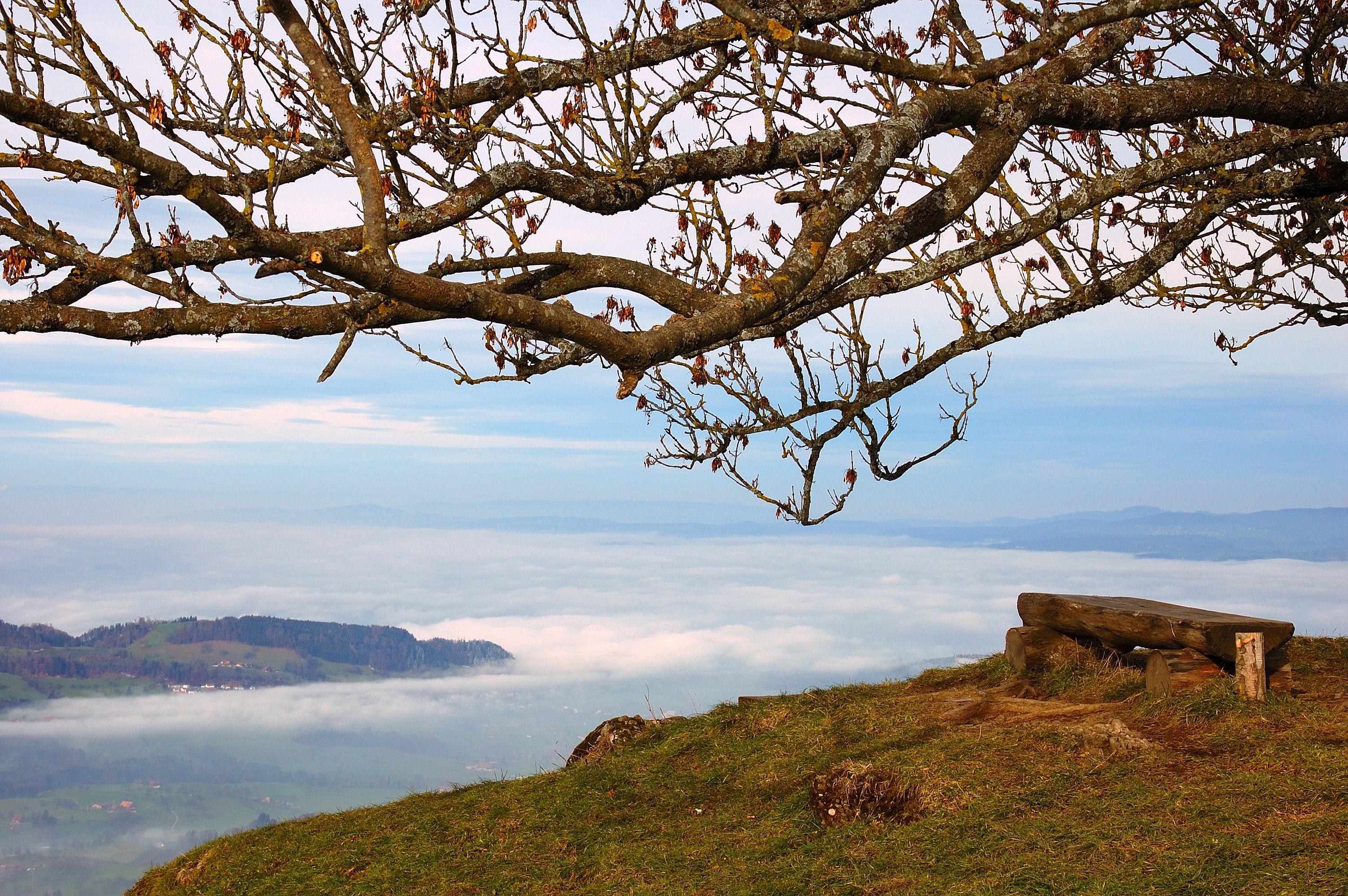
추크 호수 위로 제보덴알프의 풍경

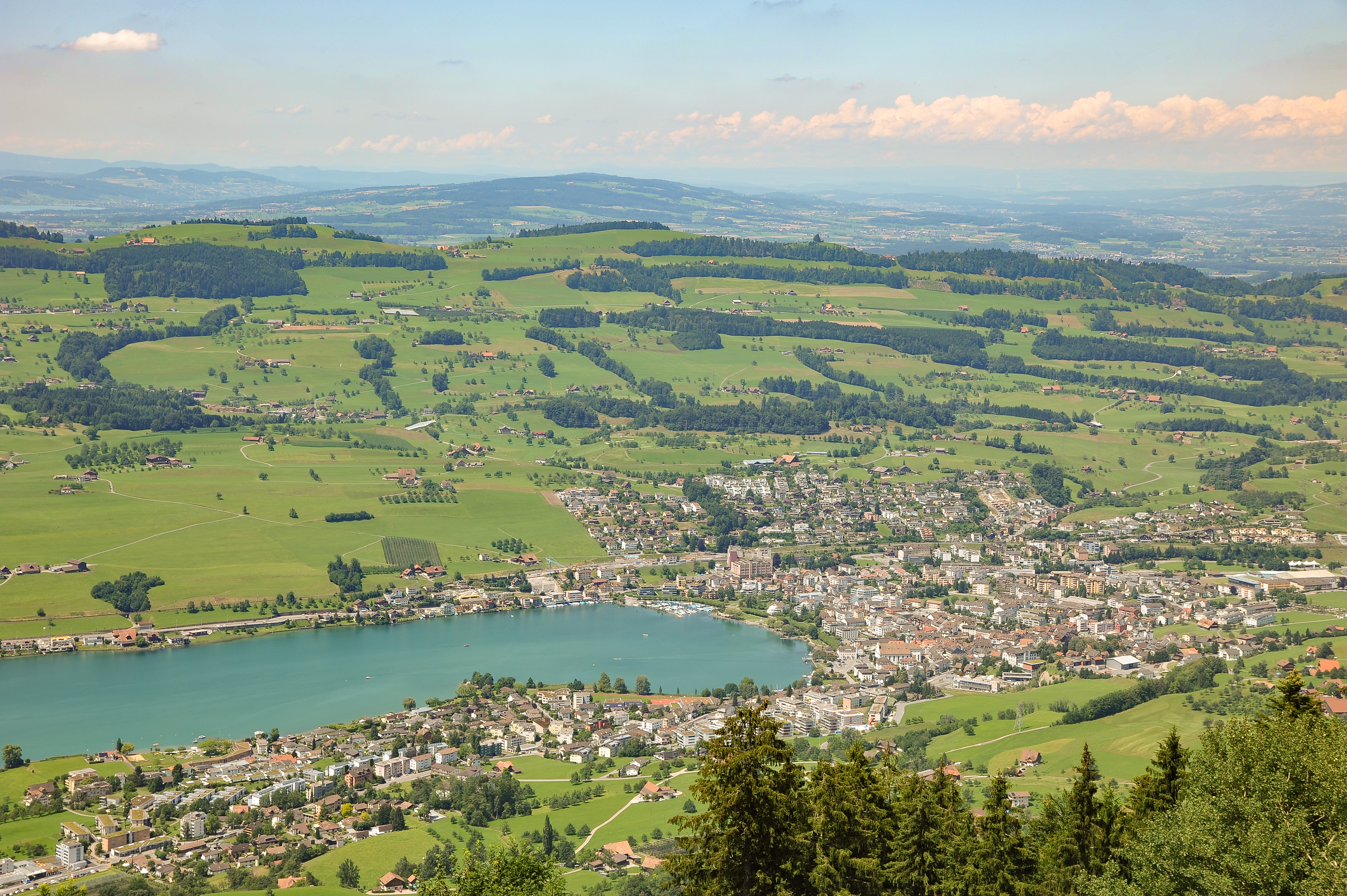
기리쿨름에서 본 퀴스나흐트

퀴스나흐트의 면적(2004/09 조사 기준)은 29.37k㎡이다. 이 면적 중 약 55.8%가 농업용으로, 26.4%가 산림이다. 나머지 토지 중 16.5%는 정착지(건물 또는 도로)이고, 1.3%는 비생산적인 토지이다. 2004/09년 조사에서 총 270ha 또는 전체 면적의 약 9.2%가 건물로 덮여 있었는데, 이는 1982년에 비해 82ha 증가한 수치이다. 같은 기간 동안 시정촌의 레크리에이션 공간은 44헥타르 증가했으며, 현재 전체 면적의 약 2.07%이다.
농경지 중 138ha는 과수원과 포도원으로 사용되고, 1,344ha는 들판과 초원이며, 200ha는 고산 목초지로 구성되어 있다. 1982년 이래로 농경지는 128ha 감소했다. 같은 기간 동안 산림 면적은 7ha 증가했다. 강과 호수는 시정촌에서 16ha를 차지한다.
시정촌은 루체른 호수와 추크 호수 사이의 리기산 기슭에 있다. 그것은 퀴스나흐트, 이멘제 및 멜리샤헨의 마을과 할티콘 및 제보덴알프(Seebodenalp)와 같은 작은 마을로 구성된다.
퀴스나흐트구의 수도이자 유일한 자치체이다.

## 인구통계
퀴스나흐트의 인구(2020년 12월 기준)는 13,531명이다. 2015년 기준으로 인구의 21.1%가 거주하는 외국인이다. 2015년에 소수의 소수(인구의 5.2%인 642명)가 독일에서 태어났다.  2010년부터 2015년까지 5년 동안 인구는 1.63%의 비율로 변경되었다. 2015년 시정촌의 출생률은 10.4명이었고 사망률은 인구 1000명당 7.9명이었다.
2000년을 기준으로 인구 대부분이 독일어(87.5%)를 사용하며, 알바니아어와 세르비아-크로아티아어를 각각 인구의 약 2.7%가 사용한다.
2015년 기준으로 아동·청소년(0~19세) 인구가 19.6%, 성인(20~64세)이 62.4%, 노인(64세 이상)이 18.0%를 차지한다. 2015년에는 5,252명의 독신 거주자, 5,620명의 기혼 또는 동거 중인 거주자, 570명의 과부 또는 홀아비, 981명의 이혼한 거주자가 있었다.
2015년에 퀴스나흐트에는 5,360개의 개인 가구가 있었고 평균 가구 규모는 2.27명이었다. 2015년에 지방 자치 단체의 모든 건물 중 약 40.6%가 단독 주택이었다. 2000년 시정촌의 1,980채의 주거동 중 단독주택이 약 45.5%, 다가구주택이 32.0%를 차지하였다. 또한 1919년 이전에 건설된 건물의 약 16.6%, 1991년에서 2000년 사이에 15.9%가 건설되었다. 2014년 인구 1000명당 신규 주택 건설 비율은 6.21개였다. 2016년 시정촌 공실률은 0.82%였다.
역사적 인구는 다음 차트에 나와 있다.

### 교육
퀴스나흐트에서는 인구의 약 72.9%(25-64세)가 비필수 고등교육 또는 추가 고등교육(대학 또는 응용학문대학)을 완료했다.

### 종교
2000년 인구 조사에 따르면 7,891명(73.7%)이 로마 가톨릭 신자이고, 1,152명(10.8%)이 스위스 개혁 교회에 속해 있다. 나머지 인구 중 크리스찬 가톨릭 교회 신자는 5명 미만, 동방정교회 신자는 146명(인구의 약 1.36%)이 있다. 인구 17명(약 1.36%)은 다른 기독교 교회에 속해 있다. 유대인은 5명 미만이고, 이슬람교인은 501명(인구의 약 4.68%)이다. 다른 교회 종파에 속해 있는 인구가 76명(약 0.71%)이고, 563명(약 5.26%)이 교회에 속하지 않고, 불가지론이나 무신론자이며, 354명(약 0.71%)은 질문에 대답하지 않았다.

## 경제
퀴스나흐트는 지역 비즈니스 센터로 분류된다.
2014년 기준으로 시정촌에 고용된 사람은 총 6,849명이다. 이 중 1차 경제 부문의 114개 기업에서 총 306명이 일했다. 2 차 부문은 191개의 개별 사업에서 2,659명의 근로자를 고용했다. 총 779명의 직원이 있는 31개의 중소기업과 1,449명의 직원이 있는 13개의 중소기업이 있었다. 마지막으로, 3차 부문은 821개 기업에서 3,884개의 일자리를 제공했다. 총 1,626명의 직원이 있는 64개의 중소기업과 2개의 총 256명의 직원이 있는 중소기업이 있었다.
2015년에는 전체 인구의 6.2%가 사회 지원을 받았다. 2011년에 지자체의 실업률은 1.6%였다.
2015년 국내 호텔은 총 61,077건의 숙박을 했으며, 그중 55.6%가 해외 방문객이었다.
2015년에 CHF 80,000을 버는 두 자녀를 둔 부부에 대한 지방 자치 단체의 평균 주, 시 및 교회 세율은 CHF 150,000을 만드는 1인의 세율은 9%였다. 주는 CHF 80,000을 버는 사람들의 평균 세율보다 약간 낮고, CHF 150,000을 버는 사람들의 가장 낮은 세율 중 하나이다. 2013년에 납세자 1인당 시정촌 평균 소득은 CHF 116,269이고m, 1인당 평균 소득은 CHF 54,036로 각 주 평균 CHF 114,716 및 CHF 51,545보다 크다. 또한 전국 납세자 1인당 평균 CHF보다 크다. 82,682이고 1인당 평균 CHF 35,825이다.

## 국가중요문화재
게슬러부르크 성과 텔 샤펠이 있는 Hohle Gasse는 국가적으로 중요한 스위스 문화유산으로 등록되어 있다. 퀴스나흐트암리기 마을과 멀리샤헨의 작은 마을은 스위스 유산 목록의 일부이다.

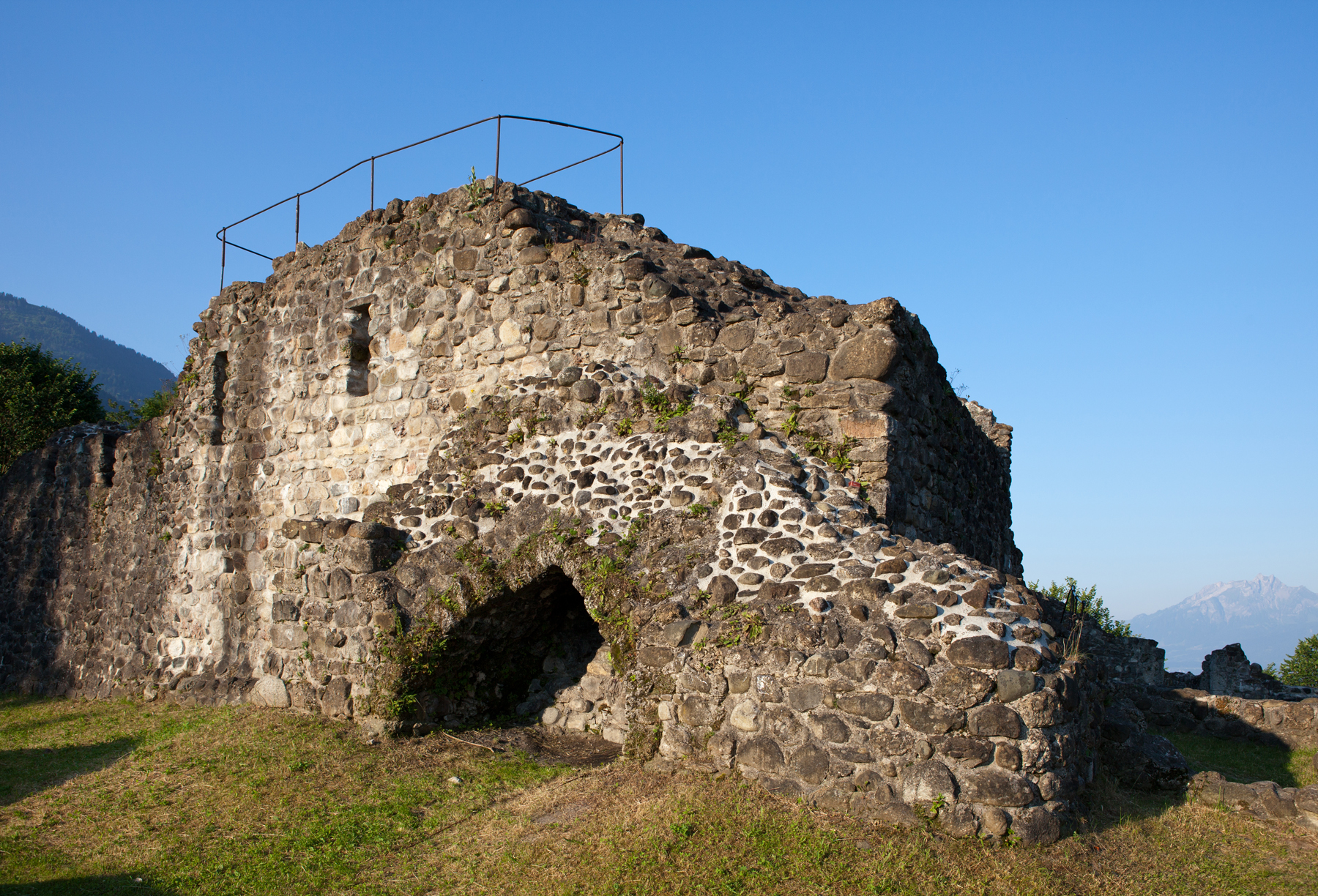
게슬러부르크성 유적
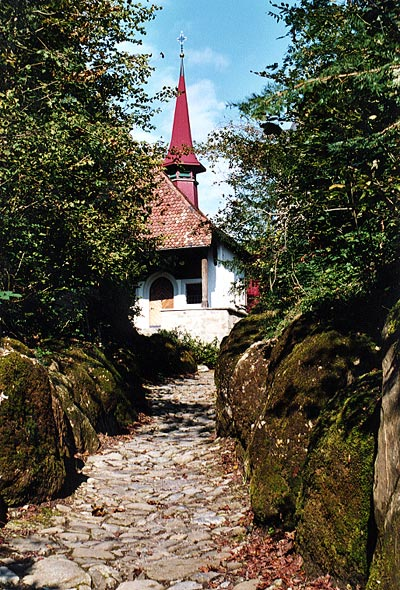
Hohle Gasse의 텔 샤펠

## 교통
퀴스나흐트에는 세 곳의 철도역이 있다.
- 퀴스나흐트암리기역
- 이멘제역
- 멜리샤헨역

이 세 노선 모두 루체른-이멘제선에 위치해 있다. 퀴스나흐트암리기 부두의 페리 터미널은 퀴스나흐트암리기역에서 1km 거리에 있으며 루체른 호수의 여러 목적지로 운행된다.